# Resonac Dome Oita
El Showa Denko Dome Ōita (en japonés: 大分スポーツ公園総合競技場), hasta 2010 llamado Estadio Parque de Deportes General Ōita, es un estadio multipropósito ubicado en la ciudad de Ōita, capital de la prefectura de Ōita, en Japón. Es el estadio donde juega de local el club Oita Trinita en la J2 League.
El estadio de Oita fue construido para albergar una de las sedes de la Copa Mundial de la FIFA de 2002, fue inaugurado en mayo de 2001 y fue diseñado por el famoso arquitecto Kishō Kurokawa. En 2010 el Banco Oita adquirió los derechos sobre el nombre del estadio y desde entonces lleva el nombre de Oita Bank Dome.
Una característica especial del estadio es que se puede cerrar el techo de la cúpula, el total tiene un diámetro de 245 metros. La estructura de la cubierta móvil consiste en una estructura de acero. Abrir y cerrar el techo tarda 20 minutos. Inicialmente la capacidad llegaba a 43 000 espectadores, sin embargo, la mitad delantera de las filas de asientos movibles fue retirado del estadio después de la Copa Mundial de Fútbol de 2002. Actualmente la capacidad máxima asciende a 40 000 asientos, de los cuales 34 000 están instalados de forma permanente y 6000 en las primeras filas con asientos móviles montables.

## Copa Mundial de Fútbol de 2002

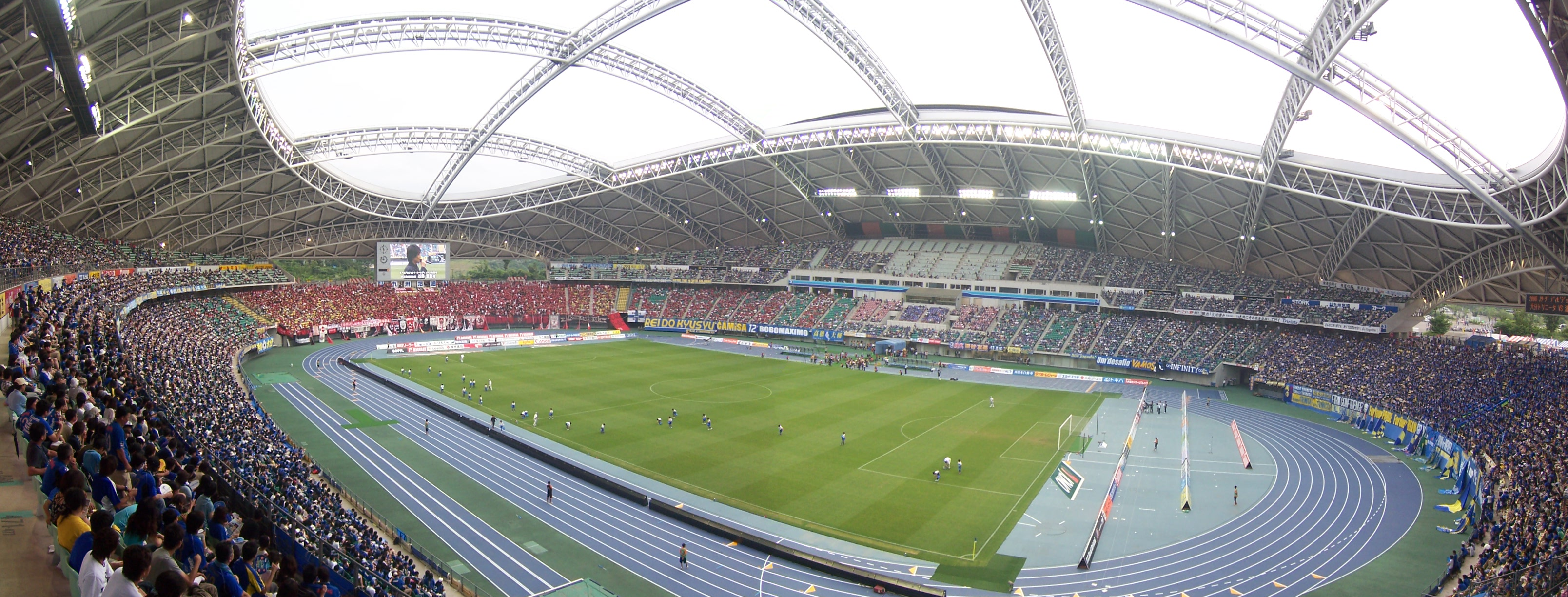
Panorámica del estadio.

| Fecha     | Selección | Resultado | Selección | Ronda            |
| --------- | --------- | --------- | --------- | ---------------- |
| 13-6-2002 | México    | 1 - 1     | Italia    | Grupo G          |
| 10-6-2002 | Túnez     | 1 - 1     | Bélgica   | Grupo H          |
| 16-6-2002 | Suecia    | 1 - 2     | Senegal   | Octavos de final |